# Percrocuta
Percrocuta era un genere di carnivori feliformi simili a iene. Visse in Europa, Asia ed Africa durante il Miocene.
Con una lunghezza massima di 1,50 m, Percrocuta era molto più grande dei suoi parenti moderni, sebbene fosse più piccola di una leonessa. Come la iena maculata, Percrocuta aveva cranio robusto e mascelle potenti. Aveva la tipica postura inclinata con le zampe anteriori più lunghe di quelle posteriori, proprio come gli Ienidi attuali.
Le sue relazioni con gli Ienidi furono dibattute fino al 1985, quando Percrocuta, Dinocrocuta, Belbus e Allohyaena furono riunite insieme a formare una nuova famiglia, quella dei Percrocutidi.